# Айві Ледбеттер Лі
Айві Ледбеттер Лі (англ. Ivy Ledbetter Lee; *16 липня 1877 — †9 листопада 1934) — американський журналіст, який на прохання Джона Рокфеллера зайнявся формуванням громадської думки з метою поліпшити образ мільярдера в очах громадськості.
Його називають батьком сучасного ПР. Айві Лі (Ivy Lee)виходець із Джорджії.
Айві Ледбеттер Лі випускник Принстона і репортер, висвітлюючи економічні питання, виявив можливість заробляти значно більше грошей, обслуговуючи приватні організації, котрим потрібно було мати свій власний «голос» в засобах масової інформації.
В 1903 році бере участь у виборчій кампанії Сета Лоу, котрий балотувався на пост мера Нью-Йорка. Це дозволило йому отримати місце в прес-бюро Національного комітету Демократичної партії під час президентської виборчої кампанії США в 1904 році. Айві Лі вважав, що найпереконливішою реакцією корпорації на критику повинна бути чесна і переконлива розповідь про себе.
Коли Лі прийняли на роботу у Республіканську партію як представника скандально відомого Джорджа Ф. Гейра і його заступників у ході страйку вугільників у 1906 році публікує історичну декларацію, яка стала кодексом спеціалістів по зв'язкам з громадськістю, а в 1923 публікує «Пабліситі». У своїй «Декларації принципів», він фактично закладає основи PR: «Це не секретне прес-бюро. Всю нашу працю ми виконуємо публічно. Наше завдання — надавати новини. Це і не рекламне агентство. Якщо ви вважаєте, що будь-який ваш матеріал більш підійшов би вашому відділу реклами, не звертайтесь до нас. Наша справа — точність. Ми оперативно і з радістю надамо будь-яку інформацію по різним питанням, які нами висвітлюються, ми з радістю допоможемо кожному редактору особисто перевірити різні факти, які були використані. Говорячи стисло, наша мета полягає в тому, щоб чесно і відверто від імені ділових кіл і суспільних організацій давати пресі і суспільству США своєчасну і точну інформацію з питань, які представляють для суспільства цінність і інтерес». Айві Лі разом з Дж. Міхаельсом в 1900 році відкриває фірму «Паблісіті-бюро» в Бостоні.
Першим агентом по організації паблісіті Пенсільванської залізничної компанії став 1908 р., після того як до нього звернулись залізничні компанії з проханням допомогти пом'якшити важкі правила на залізничному транспорті. Бюро ефективно використовувало методи збору фактів, встановлення особистих контактів тим самим, розповсюджуючи матеріали на підтримку залізниць. Слідом за «Паблісіті-бюро» виникають інші самостійні фірми, котрі фактично стають інтерпретаторами діяльності великих компаній. Айві Лі показав своїм прикладом, що набагато ефективніше співпрацювати з пресою і говорити суспільству правду, ніж проводити політику замовчування та ігнорування.
Піком діяльності Айві Лі був 1914 р. Саме тоді він працював особистим радником Джона Д. Рокфеллера-молодшого, Лі багато зробив для зміни громадської думки про Джона Д. Рокфеллера-старшого; йому вдалося переконати громадськість, що той зовсім не «старий скнара капіталіст», а добродушний стариган, що роздає дрібницю дітям і мільйони на благочинність. Наприкінці 1914 року на копальнях Колорадо проти протестуючих робітників була застосована зброя. Ця подія отримала в пресі назву «стрілянина в Лудлоу», яка викликало невдоволення в населення. Дім Рокфеллерів вирішив укласти велику суму грошей в «пояснювальну кампанію». Саме Айві Лі зайнявся цією кампанією. Він всю свою кар'єру всіляко залагоджував конфлікти для багатьох компаній: «Стандарт Оіл» Рокфеллера, германський картель «Фарбен» та інші. Перша широка ПР-кампанія була проведена в Сполучених Штатах для підготовки населення до вступу США в першу світову війну. Після першої світової війни паблік рілейшнз одержують могутній поштовх. Президент Вільсон створює комітет з суспільної інформації. Останній виріс у величезне підприємство, що показало значення організованої служби ПР.
Зусиллями А. Лі народилась «ідеалістична» модель PR.
Основні риси ідеалістичної моделі:
- розгляд іміджу як сукупності об'єктивної позитивної інформації про PR-об'єкт, а не сконструйований образ, який присутній у «віртуальній соціальній реальності»;
- об'єктивність і правдивість;
- орієнтація комунікації на досягнення суспільного злагоди, гармонізацію соціальних відносин.

Першим американським президентом, який активно використав методи ПР, був Теодор Рузвельт. «Яскравий президент був майстром мистецтва і сили паблісіті, він використав це знання і вміння, щоб досягти своєї політичної мети. Оглядачі стверджували, що Рузвельт керував країною з перших сторінок газет».
Генрі Форд і Джон Рокфеллер використали позитиви ПР у своїй діяльності, тим самим непрямо сприяючи формуванню й просуванню цієї професії.